# Шкруднев, Сергей Анатольевич
Сергей Анатольевич Шкруднев (бел. Сяргей Анатольевіч Шкруднеў; род. 11 декабря 1975, Ивановка, Ивановский район, Амурская область, Дальневосточный федеральный округ, РСФСР, СССР) — белорусский государственный деятель.

## Биография
Родился в 1976 году в д. Ивановка. Вырос в деревне Кузьмичи Любанского района Минской области. Там же окончил школу. После окончания учёбы в школе поступил на факультет механизации Белорусского государственного аграрного технического университета. После окончания ВУЗа служил в железнодорожных войсках в Жодино. Также окончил Академию управления при Президенте Республики Беларусь.
Работал в Минском областном потребительском союзе, департаменте государственной инспекции труда Министерства труда и социальной защиты Республики Беларусь. Являлся заместителем главы администрации Октябрьского района. До назначения на должность главы администрации Фрунзенского района работал заместителем начальника главного управления по делам государственных органов – начальником управления регионального развития Аппарата Совета Министров Белоруссии.
28 марта 2019 года Президент Республики Беларусь Александр Лукашенко дал согласие на назначение Сергея Шкруднева на должность главы администрации Фрунзенского района.

## «Приверженец Путина»
В одной из публикаций Белорусскиго партизана Сергей Шкруднева назвали «Приверженцем Путина». В публикации освещаются группы, на которые подписан Сергей в одной из социальных сетей. Шкруднев часто ставит лайки на фото с Путиным. Если взглянуть на его страницу, то там и поздравление Лаврова с днём рождения, и реакция на запрет российским легкоатлетам участвовать в Олимпиаде.

## Личная жизнь
Известно, что у Сергея есть два сына, один из них учится в Суворовском училище.

## Деятельность на посту главы администрации Фрунзенского района
30 марта 2019 года провёл первую прямую линию в должности главы района. В общей сложности ему удалось принять 20 прямых звонков.
6 июля 2019 года лично пришёл, чтобы проститься с Натальей Максимчук, которая погибла во время салюта на День Независимости Белоруссии. В ритуальный зал он принёс венок от администрации Минского городского исполнительного комитета.
15 августа посетил программу «Большой город» на телеканале СТВ. В которой ответил на вопросы корреспондента телеканала.
Широко освещалась в Средствах массовой информации Белоруссии встреча, которая прошла 20 октября 2020 года. Около 70 человек пришло в здание одной из школ, чтобы поговорить с главой администрации района. Встреча была анонсирована заранее. Однако Сергей заявил, что из-за пандемии формат изменился, сейчас это не встреча, а прием. Людей это возмутило. Люди решили, что такие условия им не очень подходят, большинство решило бойкотировать формат. Спустя время в школу приехали сотрудники милиции. В результате большинство народа просто ушло. По итогу встреча закончилась скандалом.